# Innuendo (album)
Innuendo là album phòng thu thứ tư của ban nhạc rock người Anh Queen. Album được phát hành vào ngày 5 Tháng hai năm 1991, đồng sản xuất bởi Daiv Richards và Queen.

## Danh sách ca khúc
1. Innuendo - 6:29
2. I'm Going Slightly Mad - 4:22
3. Headlong - 4:39
4. I Can't Live With You - 4:35
5. Don't Try So Hard - 3:39
6. Ride the Wild Wind - 4:41
7. All God's People (Queen, Mike Moran) - 4:19
8. These Are the Days of Our Lives - 4:12
9. Delilah - 3:32
10. The Hitman - 4:52
11. Bijou - 3:37
12. The Show Must Go On - 4:24